# Arquitectura fàl·lica

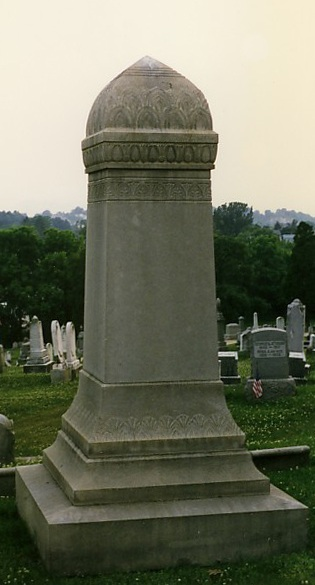
Làpida fàl·lica

L'arquitectura fàl·lica, conscientment o inconscient, crea una representació simbòlica del fal·lus. Els edificis que intencionadament o no s'assemblen al penis humà són una font d'entreteniment per locals i turistes en diversos llocs del món. Es troben imatges fàl·liques deliberades en cultures antigues, i en els enllaços a cultures antigues trobats en artefactes tradicionals.
Els antics grecs i romans celebraven festes fàl·liques i construïen un santuari amb un fal·lus erecte per honorar Hermes, missatger dels déus. Aquestes figures podrien estar relacionades amb Min, deïtat de l'antic Egipte, que es representava subjectant el seu fal·lus erecte. S'han trobat figures de dones amb un fal·lus com a cap a Grècia i a Iugoslàvia. El simbolisme fàl·lic era present en la tradició arquitectònica de l'antiga Babilònia. Els romans, que eren molt supersticiosos, sovint feien servir imatges fàl·liques en la seva arquitectura i en productes domèstics. Les cultures antigues de moltes parts de l'Extrem Orient, incloent-hi Indonèsia, Índia (com el Lingam), Corea i el Japó, feien servir el fal·lus com a símbol de fertilitat en motius de temples i altres àmbits de la vida quotidiana.
Els estudiosos de l'antropologia, la sociologia i el feminisme han ressaltat la naturalesa simbòlica de l'arquitectura fàl·lica, especialment en grans gratacels que dominen el paisatge com a símbols del domini masculí, el poder i l'autoritat política. Torres i altre estructures verticals poden tenir aquestes connotacions, i si bé hi ha exemples d'arquitectura moderna que es poden interpretar com a fàl·lics, pocs arquitectes ho han citat o reconegut com a aspecte intencional del disseny.

## Història i context

### Antiguitat

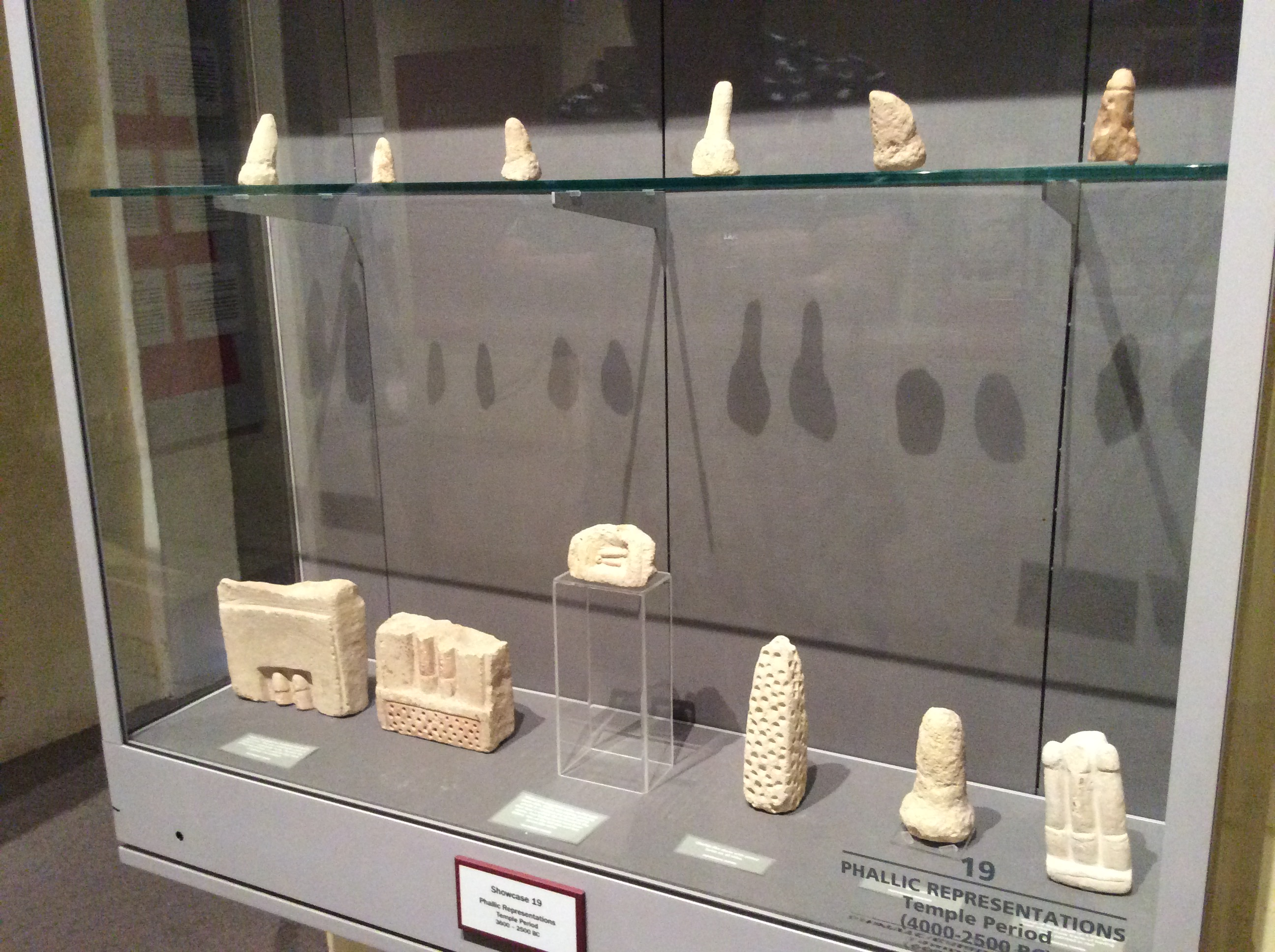
Objectes fàl·lics (4.000 - 2.500 aC) al Museu Nacional d'Arqueologia a Malta

L'adoració del fal·lus ha existit des de l'edat de pedra, i era especialment prevalent durant el Neolític i l'edat del bronze.
L'arquitectura fàl·lica va esdevenir prominent a l'antic Egipte i a Grècia, on els genitals i la sexualitat humana rebien un alt grau d'atenció. Els antics grecs honoraven el fal·lus i celebraven festes fàl·liques. La deïtat grecoromana Príap s'adorava com a déu de la fertilitat, i es representava amb un gran fal·lus en nombroses peces arquitectòniques públiques.
Els grecs acostumaven a construir santuaris anomenats "Herm" a l'entrada d'edificis públics destacats, cases i al llarg de carreteres per honorar Hermes, missatger dels déus. Els santuaris acostumaven a tenir la forma d'un pilar vertical, amb el cap d'un home barbut a dalt, i des de la superfície del pilar sota el cap en sobresortia un fal·lus erecte. Es creu que buscaven inspiració dels antics egipcis i les seves imatges fàl·liques de [[[Min (déu)|Min]], que es representava com un rei barbut dempeus amb un cos simplificat, un braç aixecat, i l'altre braç subjectant el seu fal·lus erecte.
Heròdot, historiador de l'antiga Grècia, va documentar dones portant grans monuments en forma de fal·lus i ornaments de la mida d'un cos humà en poblats a l'antiga Dionísia. A l'illa de Delos, un pilar sosté un fal·lus colossal, símbol de Dionís. Es creu que els relleus fàl·lics en edificis d'aquests indrets podrien ser dispositius apotropaics per desviar influències malèfiques. L'ús elaborat de l'arquitectura i l'escultura fàl·lica a l'antiga Grècia també es pot veure en llocs com Nea Nikomedeia, al nord de Grècia. Els arqueòlegs que excavaven la ciutat van descobrir escultures d'argila de dones rabassudes amb caps fàl·lics i els braços plegats.
S'han trobat figueretes neolítiques similars de dones amb caps fàl·lics a Grècia, Macedònia i parts de l'antiga Iugoslàvia. La gran majoria de figuretes de la cultura Hamangia tenien caps cilíndrics en forma de fal·lus sense característiques facials, tot i que alguns, especialment de la civilització egea, tenien peces escultòriques amb caps fàl·lics amb un nas punxegut i ulls estrets. En aquestes parts del món antic s'hi construïen obeliscs que s'assemblaven al penis humà, representant la fertilitat humana fent valdre la sexualitat masculina i l'orgasme. El simbolisme fàl·lic també era present a l'arquitectura babilònica, i l'obelisc es considerava simbòlic del fal·lus de la terra masculina. Els obeliscs de l'antic Egipte tenien diverses funcions, existint com a referència del culte del sol i com al del fal·lus, que representava la fertilitat i el poder.
Tot i que l'arquitectura fàl·lica com a peces individuals no era prevalent a l'antiga Roma com ho era a l'Antiga Grècia o a Egipte, els romans eren molt supersticiosos i sovint introduïen components relacionats amb el fal·lus com a peces arquitectòniques i objectes domèstics. Arqueòlegs que excavaven a Pompeia van descobrir diversos vasos, ornaments i escultures on s'observava la preocupació amb el fal·lus, i van descobrir també un amulet de terracota de 45 cm amb forma de fal·lus per desviar el mal d'ull.
L'adoració del fal·lus entre les dones sicilianes va continuar fins al segle XVIII; adoraven objectes votius fàl·lics i fer petons a aquestes ofrenes abans de deixar-les a l'altar d'esglésies. El fetitxisme del fal·lus a nivell arquitectònic i en elements més petits també es veia en certes sectes cristianes de l'edat medieval, com els maniqueus, i estava connectada amb el masoquisme i el sadisme, una forma de flagel·lació religiosa. S'han documentat monuments fàl·lics més petits, com ídols, vasos, anells, recipients per beure i joieria, també en esglésies medievals irlandeses.
En l'Hinduisme, el trimurti hindú representa Brama, el creador, Vixnu, el preservador, i Xiva, el destructor. Xiva, la deïtat principal de l'Índia, és alhora destructor i té el seu paper de creació, representat pel símbol fàl·lic conegut com a lingam, forma en què és adorat juntament amb la de trinitat masculina de penis i dos testicles. El linga, o fal·lus, és una característica comuna dels temples hindús de l'Índia, inscrita com a relleu o d'altres formes. El Temple Brihadeeswarar de Tanjore a Tamil Nadu, construït durant la dinastia Chola, està dedicat a Xiva, conté lingam, i és especialment conegut pel seu "Passadís d'un miler de lingas".
A Indonèsia, els lingga fàl·liques i les yoni femenines són símbols d'harmonia. El Palau del Sultà de Kasepuhan, a Java Occidental, té lingga-yoni gravats a les parets. Segons les cròniques indonèsies del Babad Tanah Jawi, el Príncep Puger va aconseguir el poder a través de Déu ingerint esperma del fal·lus del ja-mort Sultà Amangkurat II de Mataram.
El Temple de Sukuh a Ngancar, Java Oriental, es va construir durant el segle x i està dedicat a Xiva. Conté nombrosos relleus que mostren gràficament la sexualitat i la fertilitat, incloent-hi diverses representacions de pedra d'un penis i una vagina copulant. Consisteix en una piràmide amb relleus i estàtues a la part frontal, entre les quals n'hi ha una d'un home subjectant el seu penis, amb tres tortugues amb les closques planes. El temple havia tingut una representació de 1,82 metres de lingga amb quatre testicles; actualment es troba al Museu Nacional d'Indonèsia. També hi ha referències fàl·liques a l'arquitectura khmer a Cambodja, i diversos temples khmers tenen representacions de fal·lus en relleus.
A l'Àfrica, els antics malians, especialment la reialesa de Djenne, decoraven els seus palaus amb fal·lus en pilars i columnes a l'entrada, i amb motius fàl·lics a les parets. Es poden veure característiques similars als pilars de molts temples d'Àfrica, sovint interpretades per investigadors occidentals com a símbols fàl·lics, però que sovint poden ser més subtils i amb interpretacions diverses. Com els faraons de l'antic Egipte, els reis aksumites construïen temples amb pilars fàl·lics en ciutats de l'antiga Etiòpia com Konsu, i s'han descobert pilars monolítics amb interpretacions fàl·liques a Madagascar. L'arquitectura fàl·lica és poc present a l'antiga civilització maia, però Uxmal té un nombre considerable de peces arquitectòniques que recorden a un fal·lus. Té un temple conegut com a Temple del Fal·lus amb escultures i motius fàl·lics.

### Modernitat

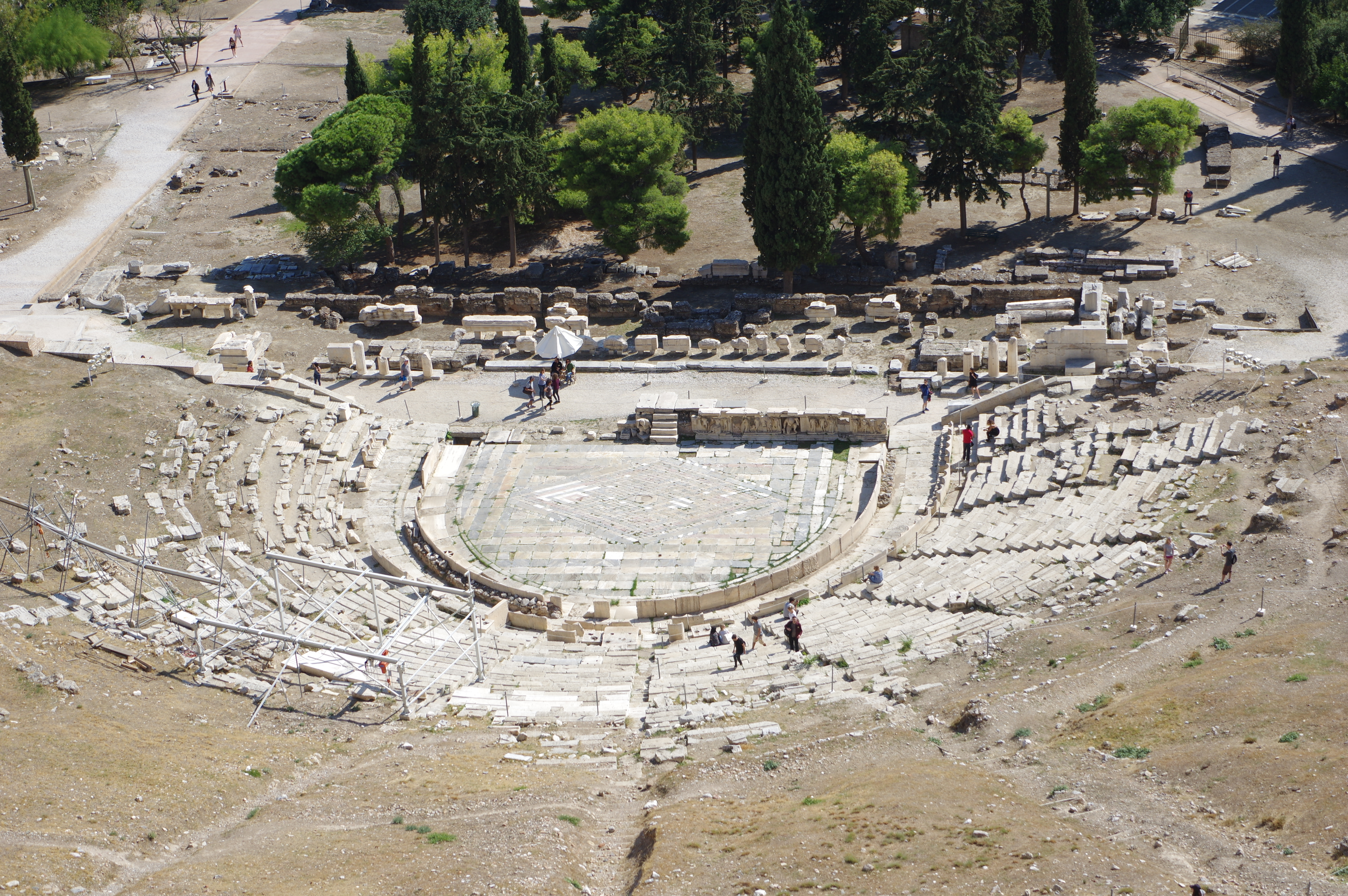
El Teatre de Dionís d'Atenes on es poden veure les columnes fàl·liques.

Claude-Nicolas Ledoux fou un exponent notable del desenvolupament arquitectònic el segle xvii que "es va articular a través de les tensions de forma i ornament, símbol i al·legoria, dogma i fantasia", en una època on la societat occidental era opressiva i especialment sensible a mostres públiques de sexualitat; l'arquitectura fàl·lica gràfica i evident era considerada un acte vergonyós. En el seu esborrany inicial per la Casa del Plaer a Chaux (una proposta de ciutat ideal, prop del bosc de Chaux), Ledoux es va basar en idees al·legòriques pel seu disseny amb la unió de l'home i la dona, una interpretació fisiològica del coit i la penetració. Les habitacions privades estaven dissenyades per "sortir de l'anell circular de l'edifici", que metafòricament representa la penetració, amb l'anell circular com a símbol de la vagina i de l'úter de la dona.